# 七夜怪譚
是一部2017年美國超自然心理恐怖片，由哈維爾·古提瑞茲執導，大衛·路卡、雅各·亞倫·艾斯特斯和艾基瓦·高茲曼共同撰寫劇本。
本片為2005年電影《剎靈》的續集，同時也美國版《七夜怪談》系列的第三部翻拍作品。電影主演包括瑪蒂爾達·魯茨、艾力克·羅、強尼·葛萊奇、文森·唐諾佛利歐、艾米·缇加登與波妮·摩根。正式拍攝於2015年3月23日在亞特蘭大進行。
該片2017年2月3日在美國上映。

## 劇情
故事敘述一名女性與男友意外得知了神秘的死亡錄影帶傳說，當她犧牲自己來解救男友時，卻發現了背後更驚悚的秘密。

## 演員
- 瑪蒂爾達·魯茨飾演茱莉亞
- 艾力克·羅飾演霍特
- 強尼·葛萊奇飾演蓋柏利
- 文森·唐諾佛利歐飾演柏克
- 艾米·缇加登（英语：Aimee Teegarden）飾演絲凱
- 波妮·摩根（英语：Bonnie Morgan）飾演刹瑪莉

## 發行

### 市場營銷
電影的首支預告片於2016年8月24日釋出，第二支則釋出於2017年1月5日，後又釋出了一支包含新畫面的國際版預告。2017年1月，派拉蒙發布一支惡作劇影片，內容是讓一名女演員扮成貞子跳出電視，讓不知情的商場顧客受到驚嚇。該影片獲得普遍好評，並在24小時內在Facebook贏得2億多次觀看。

## 反響

### 評價
《七夜怪譚》整體獲得的評價以負面居多。爛番茄根據55條評論，僅持有5%的新鮮度，平均得分3／10。Metacritic得分24，評價不佳。據CinemaScore調查，觀眾的反應在A+至F間落於「C-」。其評價比前兩部還糟糕。

### 票房
在北美，《七夜怪譚》與《愛上火星男孩》、《喜劇明星》共同上映、競爭，預計於首映週末能從三千間戲院中獲得1200萬至1400萬美元的票房。美國首映週末票房收入為1300萬美元，位居當週票房第二，位居冠軍《分裂》之後。

## 外部連結
- 官方网站
- 互联网电影数据库（IMDb）上《七夜怪譚》的资料（英文）
- 爛番茄上《七夜怪譚》的資料（英文）
- 開眼電影網上《七夜怪譚 Rings》的資料（繁體中文）